# Sean McArdle
Sean McArdle (* 27. August 2007) ist ein schottischer Fußballspieler, der bei Celtic Glasgow unter Vertrag steht.

## Karriere
Sean McArdle begann seine Karriere in den Jugendmannschaften von Celtic Glasgow. Nachdem McArdle 2023 seinen ersten Profivertrag bei den „Hoops“ unterschrieben hatte, schaffte er als 16-Jähriger den Durchbruch in der B-Mannschaft von Celtic. McArdle spielte mit der U19 von Celtic in der Saison 2023/24 in der UEFA Youth League. Bei seinem ersten Spiel für die Mannschaft in diesem Wettbewerb kam McArdle als Einwechselspieler von der Bank in das Spiel und trug zum Ausgleich in der Schlussphase bei, als sich die „Bhoys“ mit einem 1:1-Unentschieden von Lazio Rom trennten. Für die zweite Mannschaft von Celtic spielte McArdle ab der Spielzeit 2023/24 auch in der Lowland Football League.
Sein Debüt in der ersten Mannschaft und als Profi gab er für Celtic am 10. Mai 2025 als Einwechselspieler bei einem 3:1-Sieg gegen Hibernian Edinburgh in der Scottish Premiership. Vier Tage später kam er im Auswärtsspiel gegen Aberdeen, das 5:1 gewonnen wurde, ebenfalls als Einwechselspieler zum Einsatz. Mit Celtic feierte McArdle am Ende der Saison die schottische Meisterschaft.